# 阿倍野茶子
阿倍野茶子（日语：阿倍野ちゃこ），女性，是漫畫家及插畫家，同時也是同人誌作家，經營同人團體『カッパくりえいと』(男性向・目前活動休止中)與『HAKKA PINK』(女性向)，漫畫家天王寺狐的助手。

## 作品

### 漫畫
- 白色戀物語（インホワイトピュアストーリー 原作：天王寺狐 臺灣長鴻出版社代理）
- 天原魔法骨董店(台灣角川代理)
- CHROME BREAKER 退魔啟示錄（クロム・ブレイカー 『Beans A』連載 台灣角川代理）
- sola（月刊Comic電擊大王連載 台灣角川代理）
- ようこそ。若葉荘へ（Manga Time Kirara MAX連載）
- 舞-乙HiME zwei（舞-乙HiME的改編漫畫，『Champion RED』連載 全一集 臺灣長鴻出版社代理）
- WHITE ALBUM（月刊コミック電撃大王連載）
- 丹特麗安的書架（ダンタリアンの書架 原作：三雲岳斗 月刊少年Ace連載）
- 愛絲卡&羅吉的鍊金工房～黃昏天空之鍊金術士～（原作：Gust、電撃魔王連載）
- GATE featuring The Starry Heavens（原作：柳內たくみ、AlphaPolis連載）
- 說出這邊交給我你們先走以後十年過去成了傳說。

### 遊戲
- 御魂之雪（LiFox）

## 外部連結
- 阿倍野茶屋 （页面存档备份，存于）
- HAKKA PINK （页面存档备份，存于）